# Кодирующая апертура

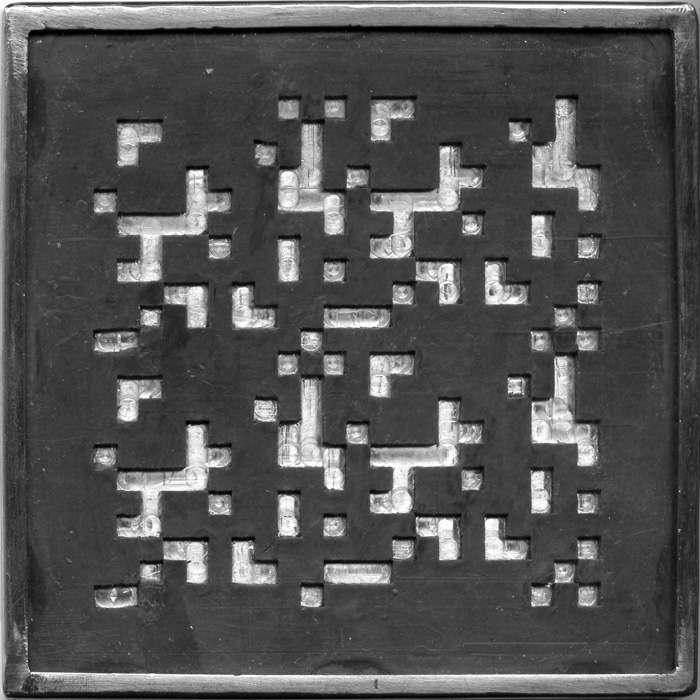
Кодирующая матрица для гамма-камеры (для ОФЭКТ)

Кодирующая апертура — способ построения изображения без использования фокусирующих систем типа линз и зеркал. Такой принцип построения изображений находит своё применение в областях, где есть технические сложности или невозможность создания систем фокусировки лучей (например, для рентгеновских или гамма-лучей). Простейшим вариантом кодирующей апертуры является Камера-обскура или Стеноп, однако светосила такой оптической системы очень мала, что является причиной её редкого использования. В общем виде оптическая система с кодирующей апертурой использует маску из прозрачных и непрозрачных элементов. Принцип восстановления изображения в системах с кодирующей апертурой основан на том, что источники света в разных, относительно маски, положениях создают на приемнике излучения различную конфигурацию теней. Обработка полученных теней впоследствии позволяет восстановить изображение.
В области неизображающей оптики существуют аналогичные устройства (без фокусирующих систем) — модуляторы света, прозрачные и непрозрачные элементы которых при движении используются для модуляции светового потока.

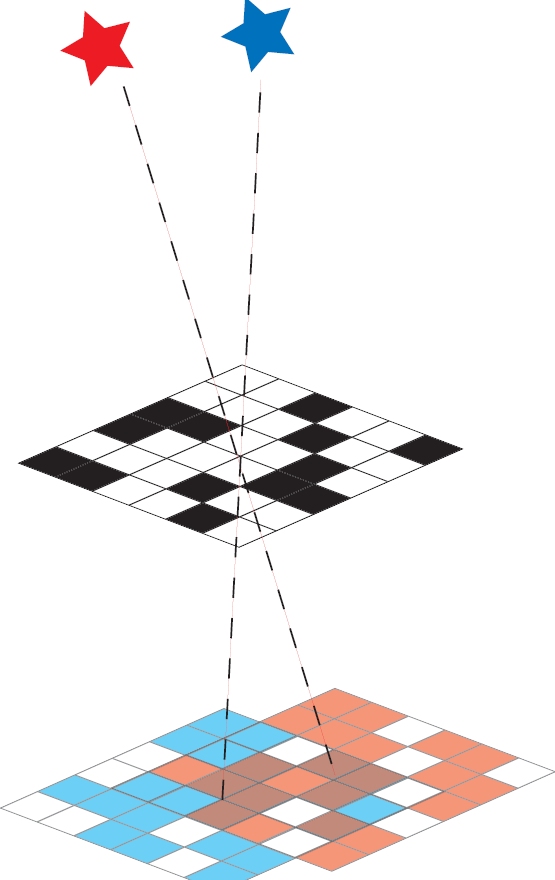
Общий принцип работы кодирующей апертуры. Источники в разных положениях относительно маски прибора создают на приемнике излучения различные тени. Последующая обработка теней позволяет восстановить исходное изображение

Значительным недостатком оптической схемы, основанной на принципе кодирующей апертуры, является то, что, в отличие от систем с фокусирующей оптикой, в которых все излучение объекта фокусируется на малую область приёмника излучения, в системах с кодирующей апертурой поток источника излучения «размазывается» практически на весь приемник, что значительно увеличивает влияние шумов приемника на чувствительность прибора.
Наибольшее применение системы с кодирующей апертурой нашли в рентгеновской и гамма-астрономии, в связи с тем, что рентгеновские и гамма-лучи практически невозможно сфокусировать обычными способами. Впервые модуляционный принцип построения изображения высокого разрешения был применён на спутнике SAS-3 (время работы на орбите 1975—1979) и позволял определять положения источников на небе с точностью до 15 угловых секунд, что было рекордом для того времени.
Рентгеновскими телескопами, работающими по принципу кодирующей апертуры, были: телескоп на космическом челноке Челледжер (миссия Spacelab 2) , телескоп ТТМ на модуле Квант-1 орбитальной станции «Мир», телескопы АРТ-П и Сигма на орбитальной обсерватории Гранат, телескоп WFC орбитальной обсерватории BeppoSAX.
На принципе кодирующей апертуры работали практически все рентгеновские мониторы всего неба.
В настоящее время самыми большими рентгеновскими телескопами, работающими по принципу кодирующей апертуры, являются телескопы BAT-обсерватории Swift (эффективная площадь около 1.5 тыс. кв.см) и телескоп IBIS-обсерватории ИНТЕГРАЛ (эффективная площадь около 1 тыс. кв.см). Самый большой телескоп гамма-диапазона (рабочий диапазон энергий до 8 МэВ), работающий по принципу кодирующей апертуры, — телескоп SPI-обсерватории ИНТЕГРАЛ.

## Дальнейшая информация
- Список астрономических инструментов с кодирующей апертурой на сайте Центра Космических полетов им. Годдарда.